# Wielki Manchester
Wielki Manchester (ang. Greater Manchester) – hrabstwo ceremonialne i metropolitalne w północno-zachodniej Anglii, w regionie North West England, obejmujące obszar aglomeracji miasta Manchester. Hrabstwo utworzone zostało w 1974 roku na pograniczu historycznych hrabstw Lancashire, Cheshire oraz Yorkshire.

## Charakterystyka
Powierzchnia hrabstwa wynosi 1276 km², a liczba ludności – 2 782 141 (2016), co czyni Wielki Manchester trzecim pod względem liczby mieszkańców hrabstwem ceremonialnym w Anglii (za Wielkim Londynem i West Midlands). Największym miastem hrabstwa jest Manchester, który do czasu likwidacji rady hrabstwa w 1986 roku był ośrodkiem administracyjnym hrabstwa. Innymi większymi miastami na terenie hrabstwa są Ashton-under-Lyne, Bolton, Stockport, Oldham, Rochdale, Wigan, Salford, Bury i Sale. Dwa miasta na terenie hrabstwa posiadają status city – Manchester oraz Salford.
Na północy Wielki Manchester graniczy z hrabstwem Lancashire, na północnym wschodzie z West Yorkshire, na południowym wschodzie z Derbyshire, na południu z Cheshire a na zachodzie z Merseyside.

## Podział administracyjny
W skład hrabstwa wchodzi dziesięć dystryktów:

1. Manchester
2. Stockport
3. Tameside
4. Oldham
5. Rochdale
6. Bury
7. Bolton
8. Wigan
9. Salford
10. Trafford